# 圣维亚特尔
圣维亚特尔（法語：Saint-Viâtre，法語發音：[sɛ̃ vjatʁ]）是法国卢瓦-谢尔省的一个市镇，位于该省南部，属于罗莫朗坦-朗特奈区。

## 地理
圣维亚特尔（47°31'24"N, 1°56'0"E）面积89.79 平方千米，位于法国中央-卢瓦尔河谷大区卢瓦-谢尔省，该省份为法国中北部省份，北起厄尔-卢瓦省，东北接卢瓦雷省，东南接谢尔省，南至安德尔省，西南接安德尔-卢瓦尔省，西北接萨尔特省。
与圣维亚特尔接壤的市镇（或旧市镇、城区）包括：塔罗讷河畔肖蒙、博阿尔奈堡、安博堡、马西伊昂戈、伯夫龙河畔讷安、努昂勒菲兹利耶、萨尔布里。

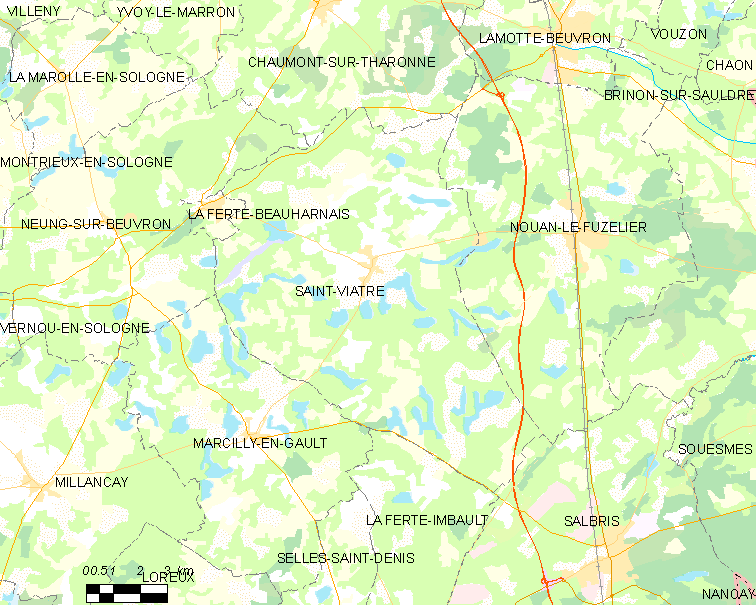
圣维亚特尔的OSM定位图

圣维亚特尔的时区为UTC+01:00、UTC+02:00（夏令时）。

## 行政
圣维亚特尔的邮政编码为41210，INSEE市镇编码为41231。

## 政治
圣维亚特尔所属的省级选区为拉索洛涅县。

## 人口

1962-2008年间圣维亚特尔人口变化图示

圣维亚特尔于2022年1月1日时的人口数量为1185人。